# Метеора (комикс)
«Метео́ра» — серия комиксов в жанре космической оперы, публиковавшаяся российским издательством Bubble Comics с 2014 по 2018 год. Сценаристами комиксов являются Артём Габрелянов, Игорь Худаев, Анна Булатова и Евгений Еронин. Над иллюстрациями для комиксов работали: Константин Тарасов, Анна Рудь, Андрей Родин и другие художники.
История разворачивается в далёком космосе, куда стараниями своего отца попала молодая девушка из Москвы по имени Алёна Кузнецова, также известная по прозвищу «Метеора». Теперь она вместе со своими напарниками-инопланетянами занимается контрабандой, преследуя две цели: заработать как можно больше энергокубов (местной валюты) и вернуться домой на Землю к своей матери. Волею случая её команда оказывается вовлечённой в политические интриги Коалиции и Союза справедливости и порядка.
Серия получила довольно положительные отзывы. Критики отмечали хорошо обыгранный и продуманный сюжет космических приключений, разнообразных и интересных инопланетян, а также красоту и детализацию иллюстраций, в частности, похвал была удостоена работа художника Константина Тарасова, в то время как к недостаткам отнесли диалоги персонажей в самых ранних выпусках.

## Сюжет

### Сеттинг
Действие комикса происходит в космическом пространстве, населенном разнообразными разумными формами жизни. Земля является искусственно изолированной планетой во избежание повторения катастрофы, которая произошла по причине вмешательства развитых цивилизаций в менее развитые, — в своё время менее развитые цивилизации обратили оружие против более развитых и тем самым развязали гражданскую войну в галактике. Соответственно, землянам тоже запрещено знать о существовании внеземных цивилизаций. За порядком и соблюдением установленных правил следят Коалиция и Содружество — два противоборствующих общества из Союза справедливости и порядка, который владеет технологиями и строго наблюдает, чтобы они не попали не в те руки. Несмотря на усилия Союза, даже при таком высоком уровне технологического развития в галактике процветает серьёзное классовое расслоение. В космосе популярна карточная азартная игра «галактика», по правилам напоминающая холдем. В качестве местной валюты используются энергокубы.

### Основные персонажи
- Алёна Кузнецова / Метеора / Ора — главная героиня серии, капитан команды космических контрабандистов, взрывная, импульсивная, но храбрая и верная друзьям девушка, не по своей воле оказавшаяся в космосе[8]. Мечтает вернуться на Землю к матери, а также отыскать своего отца — охотника за головами по прозвищу «Феникс»[9]. Её друзья используют сокращенную форму прозвища, называя её «Ора».
- Зигги — член команды космических контрабандистов под руководством Метеоры, принадлежит к расе махокусов, похож на синего хомяка. Хорошо разбирается во взрывчатых веществах и высоких технологиях[5]. Чрезмерно любопытен, страдает лудоманией[8]. Имеет брата по имени Йанго, который похож на акулу.
- Пушоргал Третий / Пуш — представитель расы антропоморфных котов лирим[8]. Является законным наследником престола своей планеты Гаал в изгнании[5], но, потеряв свою семью, стал космическим контрабандистом в команде Метеоры. Благороден, спокоен и рассудителен. В бою способен увеличивать свою мускулатуру[10].
- Дейлан Шивал / Тео — вейланин (многорукий гуманоид), которого лишили маски и кланового имени в наказание за нарушение законов своего племени. Капитан команды контрабандистов «Аномалия», соперник и друг Метеоры. Впоследствии Метеора даёт ему новое имя, Тео[11]. Резок и наблюдателен.
- Заб Неру — военный комиссар Коалиции и представитель расы мито — человекоподобных грибов[12]. Крайне жесток и принципиален, готов на всё ради защиты Коалиции, ненавидит людей, а особенно — Феникса.
- Феникс — легендарный охотник за головами, отец Метеоры[9]. Похитил координатора Коалиции, чем привлёк внимание Заба Неру. Предполагается, что он способен управлять чужим разумом[13].

### История
Метеора, Зигги и Пуш, чтобы добиться права на торговлю в системе Кальвонелла, принимают заказ по доставке энергокубов на планету Барбу. Вскоре герои понимают, что заказчик решил уничтожить неугодную планету с помощью зародыша чёрной дыры; они обезвреживают её и мирят заказчика и жителей планеты. Выясняется, что Метеора неоднократно пыталась совершить Прорыв и попасть на Землю к матери, за что её приговаривает к смертной казни Военный трибунал космической Коалиции. Зигги и Пуш спасают девушку, но герои заводят себе врага в лице Заба Неру, военного комиссара Коалиции. После этого Зигги, будучи падким на азартные игры, крупно проигрывается, и герои на мели, поэтому Метеора втайне от команды берёт в долг у Золотого Дракона (сюжет «Самая опасная вещь в космосе»). По заказу короля сонгов герои под прикрытием перевозят древние технологии на планету под блокадой флота Коалиции. Втайне от друзей Метеора встречается с Честным Уле, работающим на Золотого Дракона, чтобы передать ему часть перевозимой информации, но тот решает продать Метеору Забу Неру. Пуш встречает Тамири Ур’Цыс, свою бывшую возлюбленную, и узнаёт, что она стала невестой другого лирим. Расставшись с Тамири, он вступает в конфликт с инспекторами Коалиции. Героев преследует военный офицер. Уле забирает нужную информацию, король убивает Уле и преобразует планету в орудие, чтобы уничтожить и расу своих противников, и Коалицию. Начинается битва, после которой всю планету поглощает чёрная дыра (сюжет «Блокада»).
Команда в долгах скрывается от Золотого Дракона, а комиссар Неру, убеждённый, что все люди опасны, решает уничтожить Землю, воплотив план «Окончательное решение». Метеоре с командой удаётся украсть для продажи торпеду. От Йанго, брата Зигги, команда узнаёт, что из Земли произошел выстрел возможного «психотропного оружия» (в связи с нашествием бога-ворона Кутха в кроссовере «Время Ворона»), поэтому планета представляется Союзу опасной. Метеора хочет спасти свою планету, и ей удаётся уничтожить Неру, но вернуться на Землю у неё не выходит (сюжет «Окончательное решение»). Пока Зигги и Пуш пытаются узнать информацию о Золотом Драконе, Метеора выходит на Архиваруса из этой организации и выплачивает долг лично ему. На Гаале новый король отправляет Охотницу и Тамири  за Пушоргалом. Тамири думает, что Пушу хотят вернуть трон, но на деле Король желает его убить. Вместе с тем, на Метеору и Пуша нападают Клыки Дракона. Метеора отвлекает нападающих, Пуш и Зигги пытаются активировать отключенную систему вызова Коалиции. Отбившись от Клыков, Метеора сталкивается с Охотницей и побеждает, герои сбегают, но позже та их настигает, корабль контрабандистов разрушен, а Метеора тяжело ранена. Их арестовывает Коалиция (сюжет «Охота»).
Освободившись, Метеора берёт заказ, в котором им помогают другие контрабандисты — Скримбикус и неизвестный с планеты Вейл. Они обманывают Метеору, и та решает отомстить. В ходе конфликта на украденной Метеорой сфере контрабандисты находят записи о Великом выбросе и видят подозрительный корабль в опасной близости к пульсару Илиб — звезде, от которой и произошёл выброс. Вейланин решает лететь к месту выброса, чтобы узнать больше, но пропадает, и команды контрабандистов объединяются, чтобы его найти. Вместе они отправляются к пульсару, Метеора попадает в ловушку и находит там вейланина. Они оба уверены, что умрут, и он рассказывает, что лишён даже имени. Девушка даёт вейланину новое имя — Тео (сюжет «Одной крови»). Команды спасают своих капитанов и узнают, что вскоре случится новый Выброс, который уничтожит полгалактики. Пуш решает воспользоваться Оком — особым устройством перемещения его народа, чтобы быстро эвакуировать беженцев, но для этого ему нужно договориться с нынешним королем Гаала, Хашоргалом. Для этого он сдаётся королю при встрече с Тамири, ставшей фавориткой короля. Остальные контрабандисты начинают эвакуацию галактики. Хашоргал догадывается, зачем Пуш хотел встретиться с ним, и решает взять власть над Оком сам, пожертвовав беженцами. Контрабандисты перехватывают управление Оком, перенаправляют его энергию и гасят звезду Илиб. Жители галактики верят, что спаситель — Хашоргал. Метеора предлагает Тео остаться с её командой, но в итоге они сильно ссорятся и расходятся (сюжет «Проверка пульса»).
Метеора и Пуш решают отдохнуть, но за ними начинает охоту Зверолов, которого подослала некая Тшилара. Ора решает сама проследить за ними. Зверолов знакомится с настоящим нанимателем — Фениксом, отцом Метеоры. Тшилара рассказывает Пушу о своём эксперименте — она вывозила людей с Земли, чтобы приучить их к космической среде, но успешно прижился только Феникс. Феникс планирует снять изоляцию с Земли и подговаривает дочь ему помочь. Он хочет с помощью способности Тшилары загипнотизировать Хашоргала, который, как «спаситель галактики», выступит на конференции и потребует выхода Земли из изоляции. Пуш и Зигги пытаются образумить Метеору (сюжет «Вольная птица»). Восстанавливающийся Заб Неру узнаёт, что Феникс выжил, и организует защиту Хашоргала. Метеора и Феникс с наемниками пробираются на конференцию, но план срывается, и Пуш оказывается на допросе у Заба Неру. Тшиларе удается проникнуть в сознание короля, но его внутренний зверь срывается и сильно ранит гипнотизёршу. Для успешного отступления Феникс добивает Тшилару. Во время переполоха король Хашоргал оказывается убит, Заб Неру захватывает Метеору. С Земли снимают изоляцию, называя это наказанием за совершённое людьми. Тео на родной планете помогает вейланам, оставшимся без племени. Пуш решает спасти с помощью новоприобретенной силы Тамиру, которую за предательство подвесили на шипах, но она отказывается оживать и прощается с принцем (сюжет «Король и плут»).
К Тео попадает вейланин без памяти, и он пытается вернуть её новоприбывшему. Прилетает Зигги вместе с Метеорой и Забом Неру — последний сложил свои полномочия комиссара и помог Оре сбежать в обмен на помощь в поимке Феникса. Вейланин смог вспомнить, почему ему стерли память — он узнал, что вейлы строят планы нападения на Землю, и их пособник — Феникс. Феникс открывает порталы с помощью пирамид, и вейлы начинают наступление, Пуш с войском помогают землянам. Тео, Зигги и Ора пробираются к Фениксу. Тот рассказывает, как познакомился с матерью Метеоры. Ора узнает, что её мама давно мертва.
Заб Неру раскрывает, что Феникс с помощью Великого выброса вернулся в прошлое и расколол Коалицию, желая повлиять на собственное настоящее и спасти жену, но вместо этого застрял во временной петле. Является последний из расы Алаи, способный стереть само существование Феникса, разрушив временную петлю. Прислушавшись к просьбе Метеоры, он создаёт временной парадокс, где Алёна Кузнецова вместе с отцом замкнут временную петлю, прожив жизнь как обычные земляне. Метеора навсегда прощается с друзьями, и её стирают из настоящего.
Спустя несколько недель Зигги, Тео и Пуш с помощью биотехнологии и телепатии воссоздают Метеору в теле вейланки (сюжет «Стоп машина»).

## История создания

### Авторский состав и разработка
Автором идеи «Метеоры» был Артём Габрелянов — основатель издательства Bubble. По его словам, «Метеора» вместе с «Экслибриумом» были задуманы ещё в 2013 году, но у руководства издательства были большие сомнения, сможет ли оно справиться с одновременным ежемесячным выпуском сразу шести линеек комиксов, тогда как в то время оно выпускало лишь четыре. Саму основную идею Габрелянов описывает так: «Что если всё придуманное нами о космосе может оказаться правдой, только поданной совсем по-другому?», например, Звезда Смерти может оказаться своего рода космическим «Старбаксом», а ксеноморфы окажутся космическими кошечками. Габрелянов же и писал сценарии для первых выпусков комикса. Хотя «Метеору» часто сравнивают со «Стражами Галактики» от Marvel Comics
, по словам Габрелянова, идея «Метеоры» пришла к нему независимо от них, и даже до того, как фильм «Стражи Галактики» вышел в мировой прокат, хотя само по себе влияние известных космоопер вроде Mass Effect, «Звёздных войн» и тех же «Стражей Галактики» авторы не отрицают и даже прямо подтверждают. Впоследствии Габрелянова заменил другой сценарист, Игорь Худаев, а после него писать «Метеору» стала Анна Булатова. Худаев перестал писать комикс, поскольку во время работы уделял чрезмерно большое внимание дополнительным-материалам к выпускам с приложениями о вымышленной вселенной, из-за чего его арки получались перегруженными информацией. Несмотря на просьбы Артёма Габрелянова сделать комикс несколько менее тяжеловесным, у Худаева не получилось это сделать, но впоследствии Булатовой удалось выправить комикс в необходимое направление. Финальный выпуск «Метеоры» в соавторстве с Булатовой писал Евгений Еронин.
Больше всего выпусков проиллюстрировали художники Константин Тарасов и Андрей Родин, его друг, который в своё время попал в Bubble по рекомендации Константина. Тарасов в своём художественном стиле ориентируется на мангу, японские комиксы, в частности на творчество мангак Кацухиро Отомо и Кэнтаро Миуры, а среди западных художников — на стиль Шона Гордона Мёрфи и Серджио Топпи. Среди других художников — Анна Рудь, Нина Вакуева, Алина Ерофеева, Ксения Коляда, Тая Макаревич, Евгений Борняков, а также художник из Казахстана Мадибек Мусабеков. Художественный стиль Мусабекова сформировался под влиянием творчества корейского художника Джея Ли (иллюстрировавшего серию комиксов «Тёмная Башня» по одноимённому роману Стивена Кинга), но впоследствии Мусабеков стал понимать, что следует вырабатывать свой собственный стиль.

### Дизайн персонажей
Артём Габрелянов утверждает, что Метеора как персонаж родилась из чувства противоречия — на одном из собраний редакции ему высказали претензию, что его женские персонажи это «ходячие сиськи» без характера, на что Габрелянов возмутился и сделал персонажа, который, по задумке, должен быть именно сильной личностью. Константин Тарасов, который разработал дизайн Метеоры, вспоминает, что она задумывалась как своеобразный «Хан Соло в юбке». Изначально её прозвище, как и, собственно, название самого комикса, звучало как «Галактика», или сокращённо «Гала», но впоследствии это название перешло к самой популярной азартной игре в галактике, в которую обожает играть хомяк Зигги. Её взъерошенная причёска должна была напоминать шлейф от падающего метеорита; изначально она была рыжей, но цвет волос поменяли на розовый, чтобы избежать сходства с Красной Фурией, также рыжеволосой. Корабль Метеоры был стилизован под трамвай, так как подобного рода дизайн был незаезжен, и, кроме того, отражал тоску Метеоры по Земле.
Пуша Тарасов изобразил в плаще, чтобы подчеркнуть его серьёзность и «нуарность», хотя от неё он потом отошёл, кроме того, ему было нужно показать, что он не только «мускулы» в команде Метеоры, но ещё и не чужд благородства. Больше всего споров вызвал дизайн Зигги, которого Тарасов хотел изобразить маленькой антропоморфной акулой с пристрастием к курением оздоровительных ароматных жидких смесей. Несмотря на то, что Зигги по итогу стал хомяком, идеи Тарасова были использованы для Йанго, его брата. По задумке Тарасова, Заб Неру должен был одним своим видом вызывать дискомфорт у читателя, поэтому он сделал ему рот вертикальным, проходящим через всё тело, а глаза расположил на теле в хаотичном порядке.

### Издание
Серия «Метеора» была презентована на Comic-Con Russia вместе с серией «Экслибриум» в начале октября 2014 года, а 25 октября 2014 года первый выпуск серии поступил в продажу. Дальнейшие выпуски комикса выходили ежемесячно каждое 25 число, хотя иногда комикс мог выходить как на день-два раньше, так и позже. Выпуски с 14-го по 17-й формально являются частью глобального события-кроссовера «Время Ворона», которое так или иначе затронуло все серии комиксов издательства Bubble, выходившие на тот момент, хотя напрямую персонажи «Метеоры» не принимали участия в его событиях. Иногда выпуски «Метеоры» издавались дополнительным тиражом с альтернативной обложкой, обычно приуроченной к какому-нибудь фестивалю или эксклюзивной для какого-нибудь магазина.
Комикс условно разделен на две части до 25 выпуска и после — 26 выпуск является точкой, с которой можно начать читать, не знакомясь со старыми выпусками. 16 октября 2015 года первый выпуск «Метеоры» появился в американском интернет-магазине цифровых комиксов ComiXology — «Метеора» стала первой серией издательства Bubble, которая была опубликована в данном интернет-магазине. В рамках линейки «Легенды Bubble» с января по апрель 2018 года публиковалась мини-серия из четырёх выпусков «Тео: Круги на полях», спин-офф «Метеоры», который повествует о вейланине Тео, одном из ключевых персонажей серии. Позже был создан отдельный комикс для детей «Зигги: Космический хомяк» и его наследник «Крутиксы», где Зигги выступал в качестве главного героя, впоследствии Зигги появился в мультсериале по мотивам «Крутиксов». Как и прочие свои серии, Bubble публиковала «Метеору» в составе сборников-томов, в которые, помимо самих выпусков, включены также дополнительные материалы — зарисовки, наброски, комментарии сценаристов и художников. В декабре 2019 года издательство объявило о закрытии серии. Финальным выпуском стал пятидесятый.

## Критика и отзывы
Комикс был в целом оценён положительно большинством профильных обозревателей: хвалили художественный стиль, космическую атмосферу, проработку ключевых персонажей, сюжет, интересных и разнообразных инопланетян, однако сдержанно был оценён темп повествования и диалоги в ранних выпусках. Журнал «Мир фантастики», обозревая первый том «Метеоры», сразу отметил, что комикс напоминает сразу все космооперы разом: автор рецензии Александр Стрепетилов углядел сходства и параллели со «Светлячком», Mass Effect, «Звёздными войнами» и «Стражами галактики», но при этом не счёл «Метеору» начисто скопированной, скорее, что «её элементы похожи на отшлифованные кусочки мозаики, которую приятно собирать». «Мир фантастики» оценил манеру рисунка, аккуратно вынесенные на задний фон отсылки и пасхалки (в отличие от «Экслибриума», где они куда больше бросаются в глаза), детализацию космических декораций, но при этом счёл, что в первом томе более-менее хорошо раскрыта только протагонистка. Другой рецензент «Мира фантастики», Алексей Крымский, сравнил саму Метеору с Остапом Бендером и Ханом Соло, отметил её проработанный характер, и добавил, что, несмотря на наличие фансервиса, комикс им не злоупотребляет и не воспринимает читателя «озабоченным школьником».
Алексей Замский с сайта Spidermedia, обозревая первые выпуски, счёл идею «Метеоры» перспективной и обладающей огромным потенциалом, иллюстрации Анны Рудь — яркими, а сюжет — увлекательным, однако раскритиковал реализацию, подачу сюжета и диалоги, которые перенасыщены экспозицией, и выразил желание, чтобы в будущем комикс стал лучше. Евгений Еронин, опять же, с сайта Spidermedia, также счёл диалоги первых выпусков не лучшими, однако похвалил лаконичность сюжета и тепло отозвался о художественном стиле Константина Тарасова, поскольку рецензенту было их приятно рассматривать при повторном чтении. Wicomix счёл, что персонажи комикса располагают к себе читателя, инопланетные расы пестрят разнообразием, а сюжет первого тома он назвал достаточно простым, но оценил начало комикса как хороший задел для дальнейшего сюжета. Он также подчеркнул, что «Метеора» принадлежит к жанру космооперы, который не очень характерен для российских комиксов. «Котонавты» в обзоре на первые десять выпусков также тепло отозвались о рисунке Тарасова. Redrumers счёл, что по итогу из комикса вышла «крепкая приключенческая фантастика», а инопланетяне в нём изображены с фантазией. Сайт Tydysh похвалил экшен в «Метеоре», который умело перемежается моментами затишья, а также сюжет и хорошо показанные взаимоотношения между троицей главных героев первых двух томов — Метеоры, Зигги и Пуша.
Юрий Коломенский, обозревая на SpiderMedia «Метеору», отметил, что этот комикс не хотел начинать читать больше всего, но начал с 26 номера, и он ему пришёлся по вкусу и напомнил «Футураму». Поначалу сюжет ему казался предсказуемым, а темп повествования неровным, однако ближе к концу серии он всё же смог удивить рецензента своими поворотами. Александр Моисеенко с того же сайта поначалу с опаской брался за чтение «Метеоры», подумав, что это копия «Стражей галактики», но убедился, что, несмотря на определённые сходства с ними, комикс имеет и свои черты и достоинства, в частности, качественное миростроение. Георгий Габриадзе на сайте «Канобу» высоко оценил художественный стиль, в особенности работу Алины Ерофеевой и колористки Юлии Шевцовой в сюжете «Окончательное решение». Он положительно оценил тот факт, что окружение комикса, устройство его вымышленной вселенной раскрывается не на страницах энциклопедии, которую включали в себя ранние номера, а, собственно, через само повествование, кроме того, он в принципе лучше оценил номера после 25, поскольку они больше сосредоточились на раскрытии персонажей, и оттого они стали глубже и неоднозначнее. Больше всего Габриазде понравились сюжетные арки «Окончательное решение» и выпуск «Я помню» за авторством Игоря Худаева, «Дело чести» Артёма Габрелянова, «Проверка пульса» Анны Булатовой.
За пределами России отзывы на «Метеору» также появились, когда английская версия комикса была опубликована на сайте Comixology для продажи. Кристофер Гейтс, автор everygeek.net, писал, что идея комикса не то чтобы принципиально нова и оригинальна, однако это именно то, что ему нравится. В особенности рецензенту понравился космический корабль главных героев, стилизованный под трамвайчик. Сайт Strangerworlds.com счёл, что этот комикс должен прийтись по вкусу фанатам «Ковбоя Бибопа», «Светлячка», «Стражей галактики» и прочей фантастики подобного рода, где действие разворачивается в космосе, кроме того, он лестно отозвался о проработке иллюстраций и о работе колористов. Энтони Джонстон, автор комикса The Fuse, согласился, что у «Метеоры» рисунок выше всяких похвал, однако сюжет его заинтересовал меньше.